# Pedret y Marsá
Pedret y Marsá (en catalán Pedret i Marzà) es un municipio español de la provincia de Gerona, en la comunidad autónoma de Cataluña. Ubicado en la comarca del Alto Ampurdán, está formado por las localidades de Pedret y Marsá y tiene una población de 188 habitantes (INE 2024).

## Geografía
Integrado en la comarca de Alto Ampurdán, su capital, Marsá, se sitúa a 53 km de Gerona. El término municipal está atravesado por la carretera nacional N-260, entre los pK 28 y 29, y por una carretera local que se dirige a Pau. 
Los dos núcleos con los que cuenta el municipio están separados entre sí por 1 km de distancia, Pedret está más dispersado, mientras que Marsá tiene un conjunto de casas alrededor de una plaza, con restos de lo que fue fortaleza medieval. 
El municipio está regado por la riera de Pedret, afluente del Muga. La altitud oscila entre los 65 m al norte y los 10 m al sureste. La capital municipal se alza a 22 m sobre el nivel del mar. 
| Noroeste: Garriguella | Norte: Garriguella | Nordeste: Vilajuiga |
| Oeste: Perelada       |                    | Este: Pau           |
| Suroeste: Peralada    | Sur: Perelada      | Sureste: Pau        |

La ganadería, especialmente la porcina es la base de su economía junto con el cultivo de secano.

## Demografía
Pedret y Marsá cuenta con una población de 188 habitantes (INE 2024).
| Gráfica de evolución demográfica de Pedret y Marsá entre 1842 y 2021 |
| |
| Población de derecho según los censos de población del INE Población de hecho según los censos de población del INEEn este censo se denominaba Padret: 1842 En estos censos se denominaba Pedret y Marsá: 1950, 1960, 1970 y 1981 Entre el censo de 1857 y el anterior, este municipio desaparece porque se integra en el municipio Vilanova de la Muga Entre el censo de 1940 y el anterior, aparece este municipio porque se segrega del municipio Vilanova de la Muga |

## Patrimonio
- Restos del castillo de Marsá. Declarados bien de interés cultural.
- Murallas y torre de vigía.
- Iglesia de San Esteban. Del siglo XII y de estilo románico.
- Iglesia parroquial de San Isidro y San Antonio, de construcción reciente. Fue bendecida en 1968.